# 图尔奈钟楼

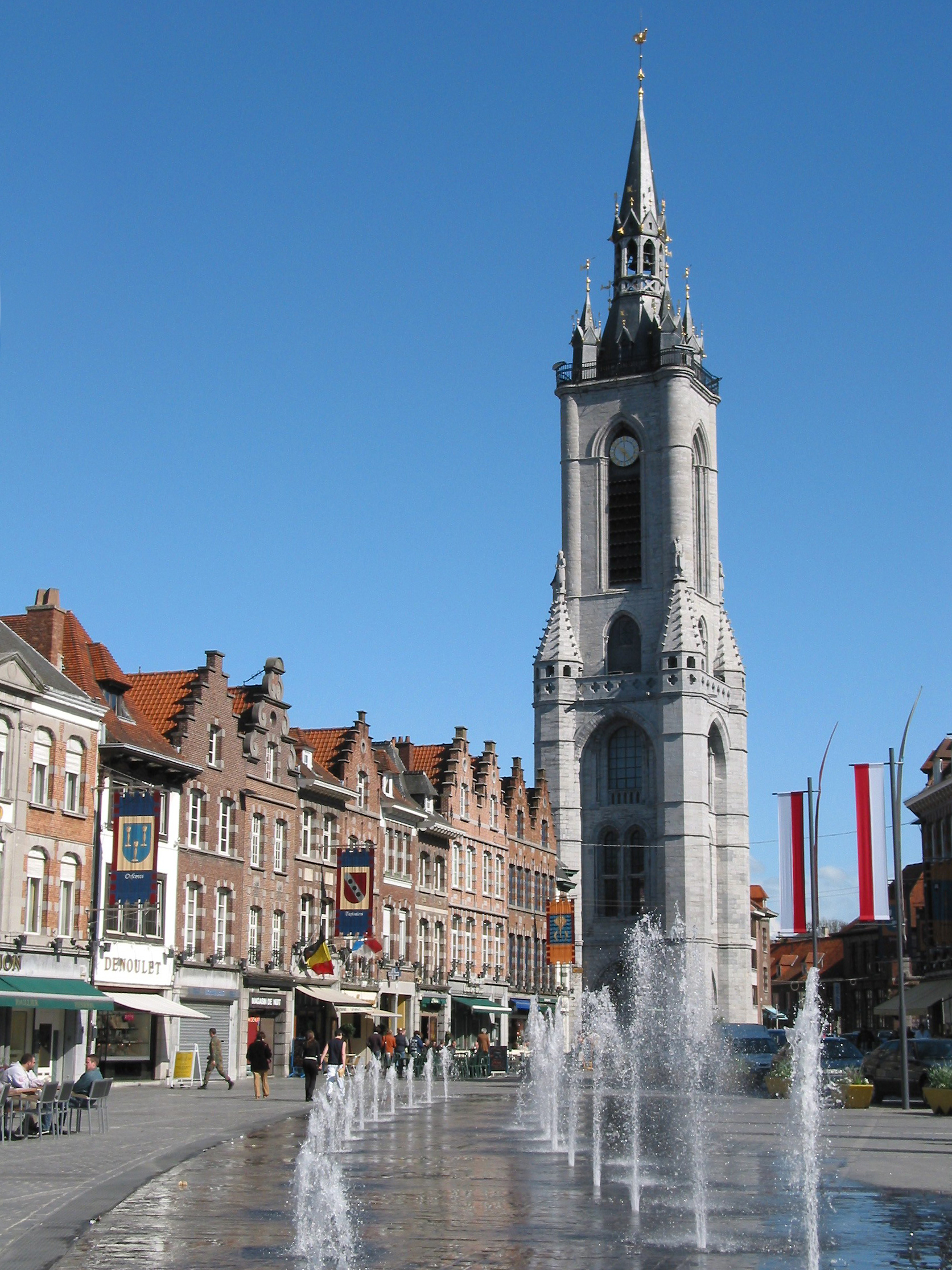
图尔奈钟楼

图尔奈钟楼 (法語：beffroi) 是比利时图尔奈的一座中世纪独立式钟楼，高72米，有256级楼梯。这一地标建筑是世界遗产比利时和法国的钟楼中的一座。
钟楼的建筑开始于1188年前后。它具有方形截面和锯齿状护墙。四个小塔顶各有一名士兵雕像，建筑上还有龙的图像，权力的象征，如同在比利时其他的塔顶，包括伊佩尔布料厅和根特钟楼。